# سیچیلیو ماردین

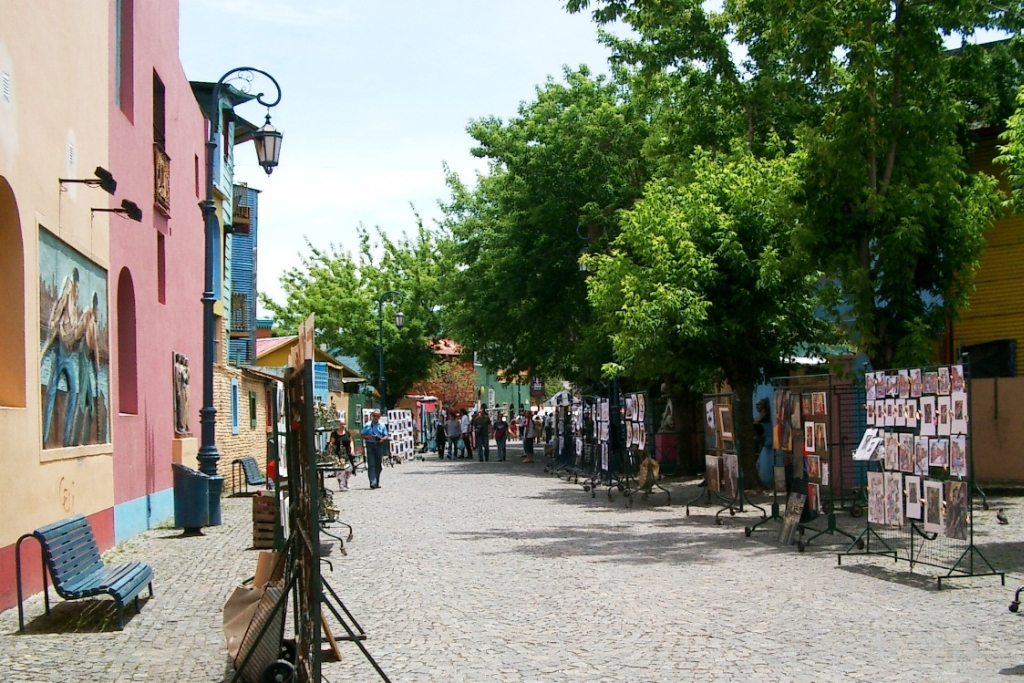
منزل سیچیلیو ماردین

سیچیلیو ماردین (انگلیسی: Cecilio Madanes; ۲ دسامبر ۱۹۲۱ – ۱ آوریل ۲۰۰۰) کارگردان نمایش، و تولیدکننده تئاتر اهل آرژانتین بود.